# 200. pr. Kr.
◄ | 3. stoljeće pr. Kr. | 2. stoljeće pr. Kr. | 1. stoljeće pr. Kr. | ►
◄ | 230-ih pr. Kr. | 220-ih pr. Kr. | 210-ih pr. Kr. | 200-ih pr. Kr. | 190-ih pr. Kr. | 180-ih pr. Kr. | 170-ih pr. Kr. | ►
◄◄ | ◄ | 203. pr. Kr. | 202. pr. Kr. | 201. pr. Kr. | 200 pr. Kr. | 199. pr. Kr. | 198. pr. Kr. | 197. pr. Kr. | ► | ►►
Astronomija

## Događaji
- Započeo Drugi rimsko-makedonski rat koji je trajao do 197. pr. Kr.
- Rimljani uspostavljaju stalnu vojsku i obučavaju vojnike
- Rimljani u gradnji uvelike koriste cement (beton).